# 9430 Erichthonios
9430 Erichthonios (1996 HU10) là các thiên thể Troia của Sao Mộc, trong nhóm Troia, được phát hiện vào ngày 17 tháng 04 năm 1996 bởi E. W. Elst tại Đài thiên văn Châu Âu Bán cầu Nam.

## Link ngoài
- JPL Small-Body Database Browser ngày 9430 Erichthonios